# A Damsel in Distress (film fra 1919)
A Damsel in Distress er en amerikansk stumfilm fra 1919 af George Archainbaud.

## Medvirkende
- June Caprice som Maud Marsh
- Creighton Hale som George Bevan
- William H. Thompson som John W. Marsh
- Charlotte Granville som Mrs. Caroline Byng
- Arthur Albro som Reggie Byng